# Rusciori (okręg Sybin)
Rusciori – wieś w Rumunii, w okręgu Sybin, w gminie Șura Mică. W 2011 roku liczyła 752 mieszkańców.